# غوستافو هنريكي دوس سانتوس
غوستافو هنريكي دوس سانتوس (بالبرتغالية: Gustavo Henrique Vernes) (24 مارس 1993 بساو باولو في البرازيل - ) هو لاعب كرة قدم برازيلي في مركز الدفاع. شارك مع منتخب البرازيل تحت 20 سنة لكرة القدم. أما مع النوادي، فقد لعب مع نادي سانتوس.

## روابط خارجية
- غوستافو هنريكي دوس سانتوس على موقع اتحاد تركيا (لاعب) (الإنجليزية)
- غوستافو هنريكي دوس سانتوس على موقع إي إس بي إن إف سي (الإنجليزية)
- غوستافو هنريكي دوس سانتوس على موقع قاعدة بيانات كرة القدم.إي يو (الإنجليزية)
- غوستافو هنريكي دوس سانتوس على موقع Soccerway.com (الإنجليزية)
- غوستافو هنريكي دوس سانتوس على موقع عالم كرة القدم.نت (الإنجليزية)
- غوستافو هنريكي دوس سانتوس على موقع أوليمبيديا (الإنجليزية)